# Couperin (krater)
Couperin är en nedslagskrater på planeten Merkurius. Couperin är ungefär 80 kilometer i diameter.
1976 namngavs den efter den franske kompositören François Couperin.